# Papiss Cissé
Papiss Cissé (Dakar, 3 juni 1985) is een Senegalees voetballer die bij voorkeur als aanvaller speelt. Hij verruilde Alanyaspor in 2020 voor Fenerbahçe. In 2010 maakte hij zijn debuut in het Senegalees voetbalelftal.

## Clubcarrière
Cissé begon zijn carrière in het betaald voetbal bij AS Douanes Dakar, de voetbalclub van zijn geboortestad, waar hij op achttienjarige leeftijd zijn eerste volledige competitieseizoen doormaakte. In het seizoen 2003/04 maakte hij 23 doelpunten in 26 competitiewedstrijden en won hij met AS Douanes het nationale bekertoernooi. In 2004 werd Cissé aangetrokken door de Franse club FC Metz, waar hij eerst in het B-elftal ging spelen op het vierde competitieniveau. In het seizoen 2005/06, waarin Metz degradeerde naar de Ligue 2, kwam hij eenmaal in actie op het hoogste competitieniveau van Frankrijk. Dat was aan het begin van het seizoen: één maand na de seizoensstart leende Metz hem uit aan AS Cherbourg, waar hij in 28 wedstrijden in actie kwam en 11 doelpunten maakte. Na afloop van het seizoen 2005/06 keerde Cissé terug in Metz, waar hij in de Ligue 2 een vaste waarde werd in de A-selectie (32 gespeelde competitieduels). Met Metz won hij de competitie, waardoor de club na één jaar absentie weer promoveerde naar de Ligue 1. Daar verloor hij zijn plaats in het elftal, waarna Metz hem opnieuw verhuurde. Bij LB Châteauroux kwam Cissé in de rest van het seizoen 2007/08 in actie. In juli 2008 voegde hij zich voor de derde maal bij de selectie van Metz, dat direct weer uit de Ligue 1 was gedegradeerd. Voor het eerst was hij een basisspeler: Cissé kreeg gedurende de jaargang 2008/09 speeltijd in 37 van de 38 wedstrijden, waarvan 33 met een plaats in het basiselftal. Met zestien doelpunten eindigde hij als clubtopscorer; in de competitie was alleen de Fransman Grégory Thil vaker trefzeker (18). Toen Cissé zijn basisplaats in het volgende seizoen behield en ook bleef scoren (acht doelpunten in de eerste seizoenshelft), kwam hij in de belangstelling te staan van buitenlandse clubs, waaronder SC Freiburg en Hannover 96.

### SC Freiburg
Op 28 december 2009 tekende Cissé een contract bij SC Freiburg voor een transferbedrag van circa anderhalf miljoen euro. Bij Freiburg was hij direct een vaste waarde in de A-selectie en speelde hij in de rest van het seizoen 2009/10 nog zestien competitiewedstrijden voor zijn nieuwe club. Hij maakte zes doelpunten in de Bundesliga, waaronder twee in de thuiswedstrijd tegen Borussia Dortmund op 8 mei 2010 (3–1 zege). In zijn eerste volledige seizoen in Duitsland maakte Cissé 22 competitiedoelpunten, wat goed was voor meerdere records. In het klassement van topscorers eindigde hij op de tweede plaats achter Mario Gómez (Bayern München); niet eerder maakte een speler van Freiburg in één seizoen zoveel doelpunten; Cissé was de eerste Afrikaan die in één Bundesliga-seizoen zoveel doelpunten maakte. De Ghanees Anthony Yeboah was de vorige houder van dat record: in de jaargang 1992/13 maakte Yeboah twintig doelpunten voor Eintracht Frankfurt. Cissé begon zijn volgende seizoen in de Bundesliga met interesse van verschillende clubs: onder andere Fulham FC en Sunderland AFC wilden een transfer in de winter van 2011 met hem bespreken. Freiburg eiste een transferbedrag van ten minste 18 miljoen pond.

### Newcastle United
Op 21 januari 2012 tekende Cissé een contract voor vijfenhalf seizoen bij Newcastle United, actief in de Premier League. Hij werd ploeggenoot van Demba Ba, met wie hij ook op interlandniveau samenspeelde. Hij kreeg het rugnummer 9 toegewezen. In de competitiewedstrijd tegen Aston Villa (2–1 winst) op 5 februari 2012 maakte Cissé zijn debuut voor Newcastle. In de tweede helft maakte hij het winnende doelpunt. Twee weken later was Cissé in de thuiswedstrijd tegen Wolverhampton Wanderers FC opnieuw trefzeker (2–2). Vanaf het thuisduel tegen Norwich City op 18 maart 2012 begon een periode waarin Cissé voortdurend trefzeker was en derhalve een beslissend aandeel had in de prestaties van Newcastle United, dat met een vijfde plaats in de eindklassering van de Premier League haar beste resultaat sinds 2004 boekte. Zes competitiewedstrijden op rij maakte Cissé doelpunten; driemaal maakte hij twee doelpunten en tweemaal gaf hij tevens een assist op een ploeggenoot. Onder meer in de wedstrijden tegen Liverpool (2–0) op 1 april en Chelsea (0–2) op 2 mei maakte hij de winnende doelpunten. In het seizoen 2011/12 maakte Cissé na het voorgaande seizoen opnieuw 22 doelpunten in de competitie, zij het voor twee verschillende clubs. In het seizoen 2012/13 was Cissé een vaste waarde in het basiselftal van Newcastle; hij maakte minder doelpunten, maar was in 12 van de 36 gespeelde competitiewedstrijden trefzeker of verzorgde een assist. Hij speelde in de UEFA Europa League 2012/13 voor het eerst op Europees clubniveau. Op 14 maart 2013 maakte Cissé het enige en beslissende doelpunt tegen Anzji Machatsjkala in de achtste finale. Drie weken later was hij tweemaal trefzeker in de kwartfinale tegen SL Benfica, maar kon uitschakeling niet voorkomen (2–4 verlies over twee wedstrijden). Cissé's bijdrage in het seizoen 2013/14 bleef beperkt tot vier doelpunten, waarvan twee in de Engelse bekertoernooien. In april 2014 blesseerde hij zich aan zijn knie in een competitieduel tegen Swansea City, waardoor hij maandenlang was uitgeschakeld. Op 20 september 2014 keerde Cissé terug in het elftal van Newcastle in de thuiswedstrijd tegen Hull City (2–2): in de 69ste minuut verving hij bij een 0–2 achterstand Emmanuel Rivière, waarna hij binnen twintig minuten twee doelpunten maakte. In het seizoen 2014/15 kwam hij in totaal tot elf doelpunten in 22 wedstrijden in de Premier League. In totaal miste hij gedurende de jaargang tien wedstrijden door schorsingen. In december 2014 moest hij drie wedstrijden missen nadat hij een elleboogstoot uitdeelde aan Séamus Coleman in het duel tegen Everton FC.
Cissé werd op vrijdag 6 maart 2015 door de Engelse voetbalbond FA voor zeven wedstrijden geschorst na een spuugincident, twee dagen eerder in het duel tegen Manchester United FC. Hij kreeg het in die wedstrijd aan de stok met Jonny Evans. Beide spelers bespuugden elkaar, maar dat werd niet waargenomen door de scheidsrechter. Op basis van tv-beelden kregen beiden alsnog een straf opgelegd. Evans werd voor zes duels geschorst. Cissé betuigde een dag na het incident spijt. "Als rolmodel heb ik vooral de jonge fans teleurgesteld. Ik hoop dat ze leren van mijn fout en het niet gaan kopiëren." Cissé degradeerde aan het eind van het seizoen 2015/16 met Newcastle United naar de Championship. Nadat directe concurrent Sunderland op 11 mei 2016 won van Everton werd het voor Newcastle één speelronde voor het einde van de competitie onmogelijk om nog boven de degradatiestreep te komen.

### China
Cissé verruilde Newcastle in juli 2016 voor Shandong Luneng Taishan, dat in het voorgaande seizoen degradeerde uit de China Super League.

### Turkije
In 2018 ging hij naar Alanyaspor. In oktober 2020 werd hij aangetrokken door Fenerbahçe SK.

## Clubstatistieken
| Seizoen     | Club             | Competitie           | Competitie | Competitie | Competitie | Beker | Beker | Beker | Internationaal | Internationaal | Internationaal | Totaal | Totaal | Totaal |
| Seizoen     | Club             | Competitie           | Wed.       | Dlp.       | Ass.       | Wed.  | Dlp.  | Ass.  | Wed.           | Dlp.           | Ass.           | Wed.   | Dlp.   | Ass.   |
| ----------- | ---------------- | -------------------- | ---------- | ---------- | ---------- | ----- | ----- | ----- | -------------- | -------------- | -------------- | ------ | ------ | ------ |
| 2003/04     | AS Douanes Dakar | Ligue 1              | 26         | 23         | ?          | 0     | 0     | 0     | —              | —              | —              | 26     | 23     | 0      |
| Club Totaal | Club Totaal      | Club Totaal          | 26         | 23         | 0          | 0     | 0     | 0     | 0              | 0              | 0              | 26     | 23     | 0      |
| 2005/06     | FC Metz          | Ligue 1              | 1          | 0          | 0          | 0     | 0     | 0     | —              | —              | —              | 1      | 0      | 0      |
| Club Totaal | Club Totaal      | Club Totaal          | 1          | 0          | 0          | 0     | 0     | 0     | 0              | 0              | 0              | 1      | 0      | 0      |
| 2005/06     | → AS Cherbourg   | Championnat National | 28         | 11         | ?          | 0     | 0     | 0     | —              | —              | —              | 28     | 11     | 0      |
| Club Totaal | Club Totaal      | Club Totaal          | 28         | 11         | 0          | 0     | 0     | 0     | 0              | 0              | 0              | 28     | 11     | 0      |
| 2006/07     | FC Metz          | Ligue 2              | 32         | 12         | 0          | 3     | 0     | 0     | —              | —              | —              | 35     | 12     | 0      |
| 2007/08     | FC Metz          | Ligue 1              | 9          | 0          | 0          | 0     | 0     | 0     | —              | —              | —              | 9      | 0      | 0      |
| Club Totaal | Club Totaal      | Club Totaal          | 42         | 12         | 0          | 3     | 0     | 0     | 0              | 0              | 0              | 45     | 12     | 0      |
| 2007/08     | → LB Châteauroux | Ligue 2              | 15         | 4          | 0          | 0     | 0     | 0     | —              | —              | —              | 15     | 4      | 0      |
| Club Totaal | Club Totaal      | Club Totaal          | 15         | 4          | 0          | 0     | 0     | 0     | 0              | 0              | 0              | 15     | 4      | 0      |
| 2008/09     | FC Metz          | Ligue 2              | 37         | 15         | 3          | 1     | 0     | 1     | —              | —              | —              | 38     | 15     | 4      |
| 2009/10     | FC Metz          | Ligue 2              | 16         | 8          | 2          | 5     | 2     | 0     |                |                |                | 21     | 10     | 2      |
| Club Totaal | Club Totaal      | Club Totaal          | 95         | 35         | 5          | 9     | 2     | 1     | 0              | 0              | 0              | 104    | 37     | 6      |
| 2009/10     | SC Freiburg      | Bundesliga           | 16         | 6          | 1          | 0     | 0     | 0     | —              | —              | —              | 16     | 6      | 1      |
| 2010/11     | SC Freiburg      | Bundesliga           | 32         | 22         | 1          | 2     | 2     | 0     | —              | —              | —              | 34     | 24     | 1      |
| 2011/12     | SC Freiburg      | Bundesliga           | 17         | 9          | 3          | 0     | 0     | 0     | —              | —              | —              | 17     | 9      | 3      |
| Club Totaal | Club Totaal      | Club Totaal          | 65         | 37         | 5          | 2     | 2     | 0     | 0              | 0              | 0              | 67     | 39     | 5      |
| 2011/12     | Newcastle United | Premier League       | 14         | 13         | 2          | 0     | 0     | 0     | —              | —              | —              | 14     | 13     | 2      |
| 2012/13     | Newcastle United | Premier League       | 36         | 8          | 4          | 1     | 1     | 0     | 10             | 4              | 0              | 47     | 13     | 4      |
| 2013/14     | Newcastle United | Premier League       | 24         | 2          | 3          | 3     | 2     | 0     | —              | —              | —              | 27     | 4      | 3      |
| 2014/15     | Newcastle United | Premier League       | 22         | 11         | 1          | 0     | 0     | 0     | —              | —              | —              | 22     | 11     | 1      |
| 2015/16     | Newcastle United | Premier League       | 21         | 3          | 0          | 0     | 0     | 0     | —              | —              | —              | 21     | 3      | 0      |
| Club Totaal | Club Totaal      | Club Totaal          | 117        | 37         | 10         | 4     | 3     | 0     | 10             | 4              | 0              | 131    | 44     | 10     |
| 2016        | Shandong Luneng  | Super League         | 13         | 5          | 0          | 0     | 0     | 0     | —              | —              | —              | 13     | 5      | 0      |
| 2017        | Shandong Luneng  | Super League         | 18         | 11         | 0          | 2     | 0     | 0     | —              | —              | —              | 20     | 11     | 0      |
| 2018        | Shandong Luneng  | Super League         | 0          | 0          | 0          | 1     | 2     | 0     | —              | —              | —              | 1      | 2      | 0      |
| Club Totaal | Club Totaal      | Club Totaal          | 31         | 16         | 0          | 3     | 2     | 0     | 0              | 0              | 0              | 34     | 18     | 0      |
| 2018/19     | Alanyaspor       | Süper Lig            | 26         | 16         | 1          | 1     | 0     | 0     | —              | —              | —              | 27     | 16     | 1      |
| 2019/20     | Alanyaspor       | Süper Lig            | 32         | 22         | 1          | 6     | 4     | 1     | —              | —              | —              | 38     | 26     | 2      |
| Club Totaal | Club Totaal      | Club Totaal          | 58         | 38         | 2          | 7     | 4     | 1     | 0              | 0              | 0              | 65     | 42     | 3      |
| 2020/21     | Fenerbahçe       | Süper Lig            | 25         | 5          | 1          | 3     | 0     | 1     | —              | —              | —              | 28     | 5      | 2      |
| Club Totaal | Club Totaal      | Club Totaal          | 25         | 5          | 1          | 3     | 0     | 1     | 0              | 0              | 0              | 28     | 5      | 2      |
| 2021/22     | Caykur Rizespor  | Süper Lig            | 14         | 2          | 3          | 0     | 0     | 0     | —              | —              | —              | 14     | 2      | 3      |
| Club Totaal | Club Totaal      | Club Totaal          | 14         | 2          | 3          | 0     | 0     | 0     | 0              | 0              | 0              | 14     | 2      | 3      |
| 2022/23     | Amiens SC        | Ligue 2              | 30         | 10         | 2          | 2     | 3     | 0     | —              | —              | —              | 32     | 13     | 2      |
| Club Totaal | Club Totaal      | Club Totaal          | 30         | 10         | 2          | 2     | 3     | 0     | 0              | 0              | 0              | 32     | 13     | 2      |
| TOTAAL      | TOTAAL           | TOTAAL               | 504        | 218        | 28         | 30    | 16    | 3     | 10             | 4              | 0              | 544    | 238    | 31     |

## Interlandcarrière
Cissé debuteerde op 1 april 2009 in het Senegalees voetbalelftal, in een oefeninterland tegen Iran (1–1 gelijkspel). Nadat Senegal na een halfuur spelen op achterstand was gekomen, maakte Cissé in de 57ste minuut de gelijkmaker. Op 12 augustus 2009 maakte hij in de oefenwedstrijd in en tegen Congo-Kinshasa binnen drie minuten twee doelpunten, waarna de Congolees Cédric Makiadi vier minuten de eindstand op 1–2 bepaalde. Sinds zijn debuut in 2009 speelt Cissé jaarlijks minstens vier interlands; 2009 was het enige jaar waarin hij geen interlanddoelpunten maakte. In januari 2012 nam hij met Senegal deel aan het Afrikaans kampioenschap voetbal 2012; de drie groepswedstrijden werden elk met 1–2 verloren, waardoor het land was uitgeschakeld in de groepsfase. Ook in 2015 kwam Cissé met Senegal niet verder dan de groepsfase. In de zomer van 2012 selecteerde de Senegalese voetbalbond Cissé voor deelname aan de Olympische Zomerspelen in Londen, maar Newcastle United verbood hem in te gaan op het verzoek. De club wilde dat hij fit aan het seizoen 2012/13 kon beginnen. In 2012 en 2013 speelde Cissé mee in zeven kwalificatiewedstrijden voor het wereldkampioenschap voetbal 2014, waarin hij vijf doelpunten maakte. Senegal bereikte de play-offs in november 2013, waarin het over twee wedstrijden verloor van Ivoorkust – en daardoor plaatsing voor het WK misliep.

### Overzicht als interlandspeler
| 1  | 1 april 2009     | Iran – Senegal           | 1 – 1 | 1 – 1 | Oefneinterland  |
| 2  | 12 augustus 2009 | Congo-Kinshasa – Senegal | 0 – 1 | 1 – 2 | Oefeninterland  |
| 3  | 12 augustus 2009 | Congo-Kinshasa – Senegal | 0 – 2 | 1 – 2 | Oefeninterland  |
| 4  | 9 oktober 2010   | Senegal – Mauritius      | 1 – 0 | 7 – 0 | AK-kwalificatie |
| 5  | 9 oktober 2010   | Senegal – Mauritius      | 3 – 0 | 7 – 0 | AK-kwalificatie |
| 6  | 9 oktober 2010   | Senegal – Mauritius      | 6 – 0 | 7 – 0 | AK-kwalificatie |
| 7  | 17 november 2010 | Senegal – Gabon          | 1 – 1 | 2 – 1 | Oefeninterland  |
| 8  | 9 februari 2011  | Senegal – Guinee         | 1 – 0 | 3 – 0 | Oefeninterland  |
| 9  | 9 oktober 2011   | Mauritius – Senegal      | 0 – 2 | 0 – 2 | AK-kwalificatie |
| 10 | 15 januari 2012  | Senegal – Kenia          | 1 – 0 | 1 – 0 | Oefeninterland  |
| 11 | 9 juni 2012      | Oeganda – Senegal        | 0 – 1 | 1 – 1 | WK-kwalificatie |
| 12 | 8 september 2012 | Ivoorkust – Senegal      | 1 – 2 | 4 – 2 | WK-kwalificatie |
| 13 | 7 juni 2013      | Angola – Senegal         | 1 – 1 | 1 – 1 | WK-kwalificatie |
| 14 | 16 juni 2013     | Liberia – Senegal        | 0 – 1 | 0 – 2 | WK-kwalificatie |
| 15 | 16 juni 2013     | Liberia – Senegal        | 0 – 2 | 0 – 2 | WK-kwalificatie |
| 16 | 12 oktober 2013  | Ivoorkust – Senegal      | 3 – 0 | 3 – 1 | WK-kwalificatie |
| 17 | 19 november 2014 | Senegal – Botswana       | 2 – 0 | 3 – 0 | AK-kwalificatie |